# Porno (roman)
Porno este un roman scris de Irvine Welsh, publicat în anul 2002, el fiind o continuarea romanului Trainspotting care descrie viața și ce perspective au consumatorii de stuperfiante din Scoția.

## Acțiunea romanului
Figurile centrale ale romanului sunt aceleași ca și în Trainspotting. După circa un deceniu, eroii principali se întâlnesc din nou în Leith, Scoția. Sick Boy, care se reîntoarece nefericit din Londra, își încearcă norocul cu producerea de filme ieftine pornografice cu Juice Terry cunoscută ca Glue. Sick Boy caută cu ajutorul lui Begbie, să se răzbune pe Renton, care l-a înșelat cu o sumă mare de bani. Spud, care între timp are familie, a devenit rațional și caută să părăsească lumea interlopă, dar nu poate renunța la heroină.
Dianne, fosta prietenă a lui Renton, acceptă roluri pornografice în filmele lui Sick Boy. Acțiunea romanului nu este încheiată de Irvine Welsh, prin care deschide perspectiva unui nou roman.

## ISBN
- ISBN 0-393-05723-2 (en)
- ISBN 3-462-03420-0 (de)